# اوچ‌تپه، قزاقستان
اوچ‌تپه، قزاقستان (به قزاقی: Үштөбе، ۇشتوبە) یک زیستگاه انسانی در قزاقستان است که در استان جتی‌سو واقع شده‌است.

## خصوصیات
اوچ‌تپه  ۲۴٬۸۹۵ نفر جمعیت دارد.